# Гарц
Гарц (на немски: Garz) е град в окръг Предна Померания-Рюген, Мекленбург-Предна Померания, Германия.

## География
Градът е разположен в южната част на остров Рюген, на около 5 километра от брега.

## Личности
Родени в Гарц
- Ернст Мориц Арнт (26 декември 1769 – 29 януари 1860), немски писател